# The Bellamy Brothers
Pour les articles homonymes, voir Bellamy.
The Bellamy Brothers est un groupe américain de pop et de musique country formé par le duo de frères David Milton Bellamy (né le 16 septembre 1950) et Homer Howard Bellamy (né le 2 février 1946), originaires de Darby, en Floride, aux États-Unis. Le duo a connu de nombreux succès dans les années 1970 et 1980. À ce jour, ils ont sorti plus de cinquante albums, principalement chez Curb Records.

## Histoire
David et Howard Bellamy furent dès leur plus jeune âge imprégnés par la musique country que jouait leur père. Il rejoignirent un groupe de western swing, alors que leur sœurs exerçaient plutôt dans le genre rock 'n' roll. Ils ne reçurent jamais de formations musicales mais ils apprirent seuls à jouer de la guitare, de la mandoline et du banjo. De plus, David appris l'accordéon, le violon, l'orgue et le piano.
Ils donnèrent leur premier concert durant l'été 1968, aux côtés de leur père, lors du Roundup Rattlesnake, à San Antonio, en Floride,. Peu de temps après, les frères déménagèrent à Atlanta, en Géorgie et formèrent un groupe appelé Jéricho. Toutefois, cette expérience ne leur convenant pas, ils rentrèrent rapidement à la maison.
Les frères furent remarqués par un ami de l'artiste Jim Stafford, pour que ce dernier enregistre la chanson "Spiders and Snakes", écrite par David. "Spiders and Snakes" devient un succès et permet aux frères, grâce à l'argent gagné de déménager à Los Angeles, en Californie,. Howard devient alors road manager pour Stafford.
Le duo signe chez Curb Records en 1975. Le single "Nothin 'Heavy" est un échec, toutefois, à la suggestion de Dennis St. John, le batteur de Neil Diamond, les frères enregistrent le single "Let Your Love Flow ", écrit par Larry Williams. Sorti en 1976, "Let Your Love Flow" devient single n ° 1 aux États-Unis dans les charts pop. Il faudra attendre 1979 et la sortie de "If I Said You Had a Beautiful Body Would You Hold It Against Me", pour que le groupe connaisse son premier succès country. La chanson, au titre ambiguë est inspiré d'un citation de Groucho Marx.
Le groupe continue d’enchaîner les succès tels que "Redneck Girl", "Santa Fe", "Old Hippie" ou "Kids of the Baby Boom". Le Billboard nomme les Bellamy Brothers Top Country Duo et ils se retrouvent plusieurs fois nommés par l'Academy of Country Music et la Country Music Association.
En 1991, les Bellamys Brothers signent chez Atlantic Records pour un album avant de s'auto-produire, ce qui est une première dans l'histoire de la musique country. Malgré leurs efforts, ils n'arrivent pas à atteindre la position de leurs anciens succès.En 1999, ils signent chez Blue Hat Records pour leur album Lonely Planet.
En 2005, les frères Bellamys retournent chez Curb Records pour enregistrer Angels & Outlaws, Volume 1, un album compilation regroupant des ré-enregistrements de vieux succès en duo avec d'autres artistes, dont Dolly Parton, George Jones, Alan Jackson, Tanya Tucker, et les Montgomery Gentry.

## Jesse et Noah
Dans les années 1990, les fils de David, Noah et Jesse, firent leur apparition sur la scène musicale. En 1998, ils formèrent un groupe appelé Burning Sky et sortirent le single "It Weeps In My Heart". Ils jouent à présent sous le nom Noah et Jesse.

## Discographie

### Albums studio

#### Années 1970
| Titre                                              | Détails                                                     | Meilleures positions | Meilleures positions | Meilleures positions | Meilleures positions |
| Titre                                              | Détails                                                     | US Country           | US                   | CAN Country          | CAN                  |
| -------------------------------------------------- | ----------------------------------------------------------- | -------------------- | -------------------- | -------------------- | -------------------- |
| Let Your Love Flow                                 | - Date de sortie : 1976 - Label : Warner Bros. Records/Curb | —                    | 69                   | —                    | 75                   |
| Plain & Fancy                                      | - Date de sortie : 1977 - Label : Warner Bros. Records/Curb | —                    | —                    | —                    | —                    |
| Beautiful Friends                                  | - Date de sortie : 1978 - Label : Warner Bros. Records/Curb | —                    | —                    | —                    | —                    |
| The Two and Only                                   | - Date de sortie : 1979 - Label : Warner Bros. Records/Curb | 9                    | —                    | 12                   | —                    |
| "—" signifie que les titres ne se sont pas classés |                                                             |                      |                      |                      |                      |

#### Années 1980
| Titre                 | Détails                                                     | Meilleures positions |
| Titre                 | Détails                                                     | US Country           |
| --------------------- | ----------------------------------------------------------- | -------------------- |
| You Could Get Crazy   | - Date de sortie : 1980 - Label : Warner Bros. Records/Curb | 9                    |
| Sons of the Sun       | - Date de sortie : 1980 - Label : Warner Bros. Records/Curb | 18                   |
| When We Were Boys     | - Date de sortie : 1982 - Label : Elektra Records/Curb      | 15                   |
| Strong Weakness       | - Date de sortie : 1982 - Label : Elektra Records/Curb      | 17                   |
| Restless              | - Date de sortie : 1984 - Label : MCA Records/Curb          | 22                   |
| Howard and David      | - Date de sortie : 1985 - Label : MCA Records/Curb          | 10                   |
| Country Rap           | - Date de sortie : 1986 - Label : MCA Records/Curb          | 21                   |
| Crazy from the Heart  | - Date de sortie : 1987 - Label : MCA Records/Curb          | 50                   |
| Rebels Without a Clue | - Date de sortie : 1988 - Label : MCA Records/Curb          | 45                   |

#### Années 1990
| Titre                                              | Détails                                                    | Peak positions |
| Titre                                              | Détails                                                    | US Country     |
| -------------------------------------------------- | ---------------------------------------------------------- | -------------- |
| Reality Check                                      | - Date de sortie : 1990 - Label : MCA Records/Curb         | 71             |
| Rollin' Thunder                                    | - Date de sortie : 1991 - Label : Atlantic Records         | —              |
| Neon Cowboy                                        | - Date de sortie : 1991 - Label : Bellamy Brothers Records | —              |
| Beggars and Heroes                                 | - Date de sortie : 1992 - Label : Bellamy Brothers Records | —              |
| Nobody's Perfeect                                  | - Date de sortie : 1994 - Label : Bellamy Brothers Records | —              |
| Rip Off the Knob                                   | - Date de sortie : 1994 - Label : Bellamy Brothers Records | —              |
| Take Me Home                                       | - Date de sortie : 1994 - Label : Bellamy Brothers Records | —              |
| Sons of Beaches                                    | - Date de sortie : 1995 - Label : Bellamy Brothers Records | —              |
| Tropical Christmas                                 | - Date de sortie : 1996 - Label : Bellamy Brothers Records | —              |
| Dancin'                                            | - Date de sortie : 1996 - Label : Bellamy Brothers Records | —              |
| Over the Line                                      | - Date de sortie : 1997 - Label : Bellamy Brothers Records | —              |
| Reggae Cowboys                                     | - Date de sortie : 1998 - Label : Bellamy Brothers Records | —              |
| Live at Gilley's                                   | - Date de sortie : 1999 - Label: Atlantic Records          | —              |
| Lonely Planet                                      | - Date de sortie : 1999 - Label : Blue Hat Records         | —              |
| "—" signifie que les titres ne se sont pas classés |                                                            |                |

#### Années 2000
| Titre                 | Détails                                        |
| --------------------- | ---------------------------------------------- |
| Reason for the Season | - Date de sortie : 2002 - Label : Curb Records |
| Jesus Is Coming       | - Date de sortie : 2007 - Label : Curb Records |

#### Années 2010
| Titre                                   | Détails                                                 |
| --------------------------------------- | ------------------------------------------------------- |
| The Greatest Hits Sessions (feat. Gölä) | - Date de sortie : 2010 - Label : Universal Music Group |
| Simply the Best (avec DJ Ötzi)          | - Date de sortie : 2012 - Label : Universal Music Group |

### Compilations
| Titre                                              | Détails                                                     | Peak positions |
| Titre                                              | Détails                                                     | US Country     |
| -------------------------------------------------- | ----------------------------------------------------------- | -------------- |
| Greatest Hits                                      | - Date de sortie : 1982 - Label : Warner Bros. Records/Curb | 9              |
| The Best                                           | - Date de sortie : 1985 - Label : MCA Records/Curb          | —              |
| Greatest Hits 2                                    | - Date de sortie : 1986 - Label : MCA Records/Curb          | 27             |
| Greatest Hits 3                                    | - Date de sortie : 1989 - Label : MCA Records/Curb          | 50             |
| Latest & the Greatest                              | - Date de sortie : 1992 - Label : Bellamy Brothers Records  | 68             |
| Let Your Love Flow                                 | - Date de sortie : 1994 - Label : Bellamy Brothers Records  | —              |
| Best of the Bellamy Brothers                       | - Date de sortie : 1994 - Label : Universal Music Group     | —              |
| Let Your Love Flow                                 | - Date de sortie : 1999 - Label : Delta Records             | —              |
| The 25 Year Collection                             | - Date de sortie : 2001 - Label : Delta Records             | —              |
| Redneck Girls Forever                              | - Date de sortie : 2002 - Label : Curb Records              | —              |
| Best of the Bellamy Brothers                       | - Date de sortie : 2004 - Label : Curb Records              | —              |
| Angels and Outlaws, Vol. 1                         | - Date de sortie : 2005 - Label : Curb Records              | —              |
| The Lost Tracks                                    | - Date de sortie : 2006 - Label : Bellamy Brothers Records  | —              |
| Number One Hits                                    | - Date de sortie : 2008 - Label : Curb Records              | —              |
| The Anthology, Vol. 1                              | - Date de sortie : 2009 - Label : Bellamy Brothers Records  | —              |
| "—" signifie que les titres ne se sont pas classés |                                                             |                |